# 1973 Голяма награда на Швеция
1973 Голямата награда на Швеция е 1-вото за Голямата награда на Швеция и е 7-и кръг от сезон 1973 във Формула 1, провежда се на 17 юни 1973, на пистата Скандинавиън Рейсуей, Швеция.

## Репортаж
Освен дебюта на ГП на Бразилия, керванът за първи път посети и Швеция, за Голямата награда на Швеция, в Андерсторп. Самата Гран При датира още от 30-те години, но то е познато като Зимната голяма награда на Швеция и Лятната голяма награда на Швеция. Първите състезания които носят името „Голяма награда на Швеция“ са трио от спортно-автомобилни състезания, преди кръг от Формула 2 да се проведе на пистата Карлскога. Трасето Скандинавиън Рейсуей е конструиран през 1968, като дългото 4 километрово трасе съдържа и най-дългата права след шести и преди седми завой, преминавайки изоставената самолетна писта.
Ферари реши да участват отново с един пилот (в това число Джаки Икс), докато Брабам пенсионират напълно BT37, за да отделят внимание върху BT42 като с това Андреа де Адамич пропуска това състезание. Болидът на Инсайн за Рики фон Опел все още не е готов напълно, докато Текно се върна в Болоня за допълнителна работа върху болида си. Двете частни Марч-ове на Джеймс Хънт и на Дейвид Пърли също пропускат уикенда, но при последния болидът е взет назаем от Пиер Роберт и неговия отбор за Райн Визел. Всички останали пилоти които участват в Монако са тук, но точно преди началото на тренировките, Нани Гали трябваше сериозно да преосмисли своята кариера, заради което той напусна отбора на Франк Уилямс.

### Квалификация
Като местен пилот и герой, Рони Петерсон зарадва феновете си с пол-позиция (негова четвърта в кариерата), пред Франсоа Север, Джеки Стюарт и Емерсон Фитипалди. Зад доминиращата четворка се намират още Карлос Ройтеман, Дени Хълм, Питър Ревсън, Икс, Жан-Пиер Белтоаз и Майк Хейлууд. Последен на стартовата решетка застана датския състезател от Формула 5000, Том Белсьо, който се яви в падока и му е даден шанс от Уилямс да кара втория болид, подпомогнато от спонсора Марлборо.

### Състезание
Макар трасето да е на километри от най-близкия град, пистата е посетена от 55 хиляди зрители луди по Петерсон. Хоудън Гънли, който стартира 11-и унищожи болида си по време на сутрешната тренировка, след като неговия дросел се счупи. Тъй като новозеландецът е по-напред в класирането, той пое болида предназначен за Белсьо, с което датчанинът остана просто зрител. Не само той е принуден да гледа състезанието, след като и Визел не успя да потегли, поради проблем с окачването по време на загрявачната обиколка. За огромна радост на публиката, Петерсон запази позицията си пред втория Лотус на Фитипалди. Стюарт изпревари Север, който загуби позиция и от Фитипалди преди това пред Ройтеман, Хълм и останалите. Уилсън Фитипалди не успя да вземе завоя Опел навреме, което го прати извън трасето и до отпадане. Скоро Франсоа изпревари Стюарт като същото стори и Хълм с Ройтеман. Икс води другите пилоти след себе си.
Белтоаз спря в бокса от 10-о място в 15-а обиколка, след като механиците му забелязали теч на маслото, което трябва да бъде оправено, докато Греъм Хил отпада с повреда в запалителя на неговия Шадоу. Следващата голяма промяна дойде в 33-та обиколка, когато Стюарт изпревари съотборника си, преди да печели от преднината които двамата пилоти на Лотус имат пред шотландеца. Хълм има проблеми с дросела на своя Макларън, докато Ройтеман усети лоши вибрации върху своя Брабам. В 41-вата обиколка, Стюарт се залепи зад Лотус-ите, докато Север е погълнат от Ройтеман и след това застигнат от Хълм. Скоростта е толкова бърза, че петимата лидери плюс Ройтеман, Икс и Ревсън са с обиколката на лидера, докато Жан-Пиер Жарие от 14-а позиция отпада с проблем в дросела на своя Марч, следван от Хейлууд чийто гуми Файърстоун са толкова лоши като състояние, че самия пилот реши да прекрати участието си.
Патово положение се получи при челниците до 55-а обиколка, когато Север и Хълм застигат вече затворения с обиколка Ревсън. Американецът игра важна роля, която прати Хълм пред Север в 61-вата обиколка. В същото време Белтоаз заедно с Джаки Оливър обиколки по-рано се присъединяват към отпадналите, докато механически проблеми прати Ники Лауда и Гънли в боксовете за допълнително гориво.
В челото Фитипалди загуби контакт с Петерсон, след като теч на маслото в скоростната кутия заля задните спирачки, което даде шанс на Стюарт и Хълм да го изпреварят в 70-а обиколка. Три обиколки по-късно Север изпревари бразилеца, чийто скоростна кутия се чупи поради деформация. Това не са единствените проблеми за отбора на Колин Чапман, след като задната лява гума на Петерсон се деформира. През това време шведа задържа Стюарт, което даде шанс на Хълм да застигне и двамата.
В последните обиколки Стюарт намали чувствително скоростта си, вероятно от повреда със задните спирачки, докато Хълм за нула време се справи с Лотус-а на Петерсон, пресичайки финала на четири секунди от шведа за своята първа победа за сезона. Второто място на Петерсон се оказа лека утеха, въпреки че той води 95 процента от състезателната дистанция. Стюарт е изпреварен и от Север и от Ройтеман в заключителните обиколки, но успя да финишира в точките за разлика от Фитипалди, който спря четири обиколки до финала, пращайки Икс да вземе последната точка след едно тихо състезание за Ферари. Зад белгиеца финишират още Ревсън, Майк Бютлър, Клей Регацони, Карлос Паче, Гънли, Лауда и Джордж Фолмър (който има непрестанни проблеми с управлението на неговия реконструиран Шадоу).

## Класиране
| Поз | No | Пилот             | Конструктор      | Обиколки | Време/Отпадане | Място | Точки |
| --- | -- | ----------------- | ---------------- | -------- | -------------- | ----- | ----- |
| 1   | 7  | Дени Хълм         | Макларън-Форд    | 80       | 1:56:46.049    | 6     | 9     |
| 2   | 2  | Рони Петерсон     | Лотус-Форд       | 80       | + 4.039        | 1     | 6     |
| 3   | 6  | Франсоа Север     | Тирел-Форд       | 80       | + 14.667       | 2     | 4     |
| 4   | 10 | Карлос Ройтеман   | Брабам-Форд      | 80       | + 18.068       | 5     | 3     |
| 5   | 5  | Джеки Стюърт      | Тирел-Форд       | 80       | + 25.998       | 3     | 2     |
| 6   | 3  | Джеки Икс         | Ферари           | 79       | + 1 Об.        | 8     | 1     |
| 7   | 8  | Питър Ревсън      | Макларън-Форд    | 79       | + 1 Об.        | 7     |       |
| 8   | 15 | Майк Бютлър       | Марч-Форд        | 78       | + 2 Об.        | 21    |       |
| 9   | 19 | Клей Регацони     | БРМ              | 77       | + 3 Об.        | 12    |       |
| 10  | 24 | Карлос Паче       | Съртис-Форд      | 77       | + 3 Об.        | 16    |       |
| 11  | 25 | Хоудън Гънли      | Исо Малборо-Форд | 77       | + 3 Об.        | 11    |       |
| 12  | 1  | Емерсон Фитипалди | Лотус-Форд       | 76       | Ск.кутия       | 4     |       |
| 13  | 21 | Ники Лауда        | БРМ              | 75       | + 5 Об.        | 15    |       |
| 14  | 16 | Джордж Фолмър     | Шадоу-Форд       | 74       | + 6 Об.        | 19    |       |
| Отп | 20 | Жан-Пиер Белтоаз  | БРМ              | 57       | Двигател       | 9     |       |
| Отп | 17 | Джаки Оливър      | Шадоу-Форд       | 50       | Окачване       | 17    |       |
| Отп | 23 | Майк Хейлууд      | Съртис-Форд      | 41       | Гума           | 10    |       |
| Отп | 14 | Жан-Пиер Жарие    | Марч-Форд        | 38       | Дросел         | 20    |       |
| Отп | 12 | Греъм Хил         | Шадоу-Форд       | 16       | Запалване      | 18    |       |
| Отп | 11 | Уилсън Фитипалди  | Брабам-Форд      | 0        | Инцидент       | 12    |       |
| Отп | 27 | Райн Визел        | Марч-Форд        | 0        | Окачване       | 14    |       |

## Класирането след състезанието
| Поз | Пилот             | Точки |
| --- | ----------------- | ----- |
| 1   | Емерсон Фитипалди | 41    |
| 2   | Джеки Стюърт      | 39    |
| 3   | Франсоа Север     | 25    |
| 4   | Дени Хълм         | 19    |
| 5   | Питър Ревсън      | 11    |
| 6   | Рони Петерсон     | 9     |
| 7   | Артуро Мерцарио   | 6     |
| 8   | Джаки Икс         | 6     |

| Поз | Конструктор   | Точки |
| --- | ------------- | ----- |
| 1   | Тирел-Форд    | 49    |
| 2   | Лотус-Форд    | 47    |
| 3   | Макларън-Форд | 26    |
| 4   | Ферари        | 10    |
| 5   | Брабам-Форд   | 7     |
| 6   | Шадоу-Форд    | 5     |
| 7   | БРМ           | 5     |
| 8   | Текно         | 1     |